# Battery (chanson)
Pour les articles homonymes, voir Battery.
Singles de Metallica
Master of Puppets
(1986) Welcome Home (Sanitarium)
(1986)
Battery est la première piste du 3e album de Metallica, Master of Puppets, sorti en mars 1986. C'est aussi un des singles de l'album sorti la même année. À l'instar de Fight Fire With Fire, premier morceau de l'album précédent, Ride the Lightning, Battery débute par une introduction assez lente. Ici, quatre guitares acoustiques sont utilisées pour jouer cette partie instrumentale avant que la basse et la batterie ne viennent soutenir une redite de la précédente mélodie, cette fois en son saturé ; cela dure jusqu'à 1:06 avant le riff rapide, très thrash metal, qui constitue le cœur du morceau.

## Titres
1. Battery (05:10) (Hetfield, Ulrich)

## Formation
- James Hetfield : chants, guitare rythmique e acoustique
- Lars Ulrich : batterie
- Cliff Burton : basse & chœurs
- Kirk Hammett : guitare solo

## En live
Pendant les concerts, le début de la chanson n'est pas joué. Dans la version live de la chanson jouée pendant le Live Shit: Binge and Purge, les intros des chansons No Remorse, Ride the Lightning et So What? sont jouées dans la chanson.
Quand Battery a été interprétée pendant le concert du groupe en 1999 avec l'orchestre symphonique de San Francisco, l'intro de la chanson jusqu'au riff thrash de guitares a été jouée par des musiciens faisant partie de l'orchestre utilisant un pizzicato au début du morceau.
Battery est inclus dans les jeux Rock Band 2 et Guitar Hero: Metallica.

## Paroles
Les paroles de la chanson parlent d'un homme normal qui craque du jour au lendemain, et se met à tuer sans raison. L'intro acoustique du morceau, puis son interruption par les guitares saturées et le rythme effréné illustre bien cette folie soudaine. Puis elle traite du fait que la colère peut dominer notre comportement. On peut dire que la chanson traite enfin d'hommes rendus esclaves par leur propre violence. Le titre de la chanson fait référence à Battery dans le sens de voies de fait montré dans les paroles suivantes : Smashing through the boundaries / Lunacy has found me / Cannot stop the battery.
Battery est incorporée régulièrement dans les setlists du groupe, joué soit au début soit à la fin de leurs concerts et dans certains cas le morceau est aussi utilisé avant le rappel ; quand elle est jouée, la chanson peut s'arrêter avant l'intermède et le chanteur demande à la foule « Are you alive? How does it feel to be alive? » et suivi par le solo de Kirk Hammett. De plus, durant le refrain de la version originale on peut entendre Cliff Burton rugir à chaque fois que James Hetfield répète Battery.
Dans une interview d'octobre 2007, le chanteur du groupe Evile a déclaré qu'il est devenu intéressé par Metallica à travers Master of puppets en disant : « La première fois que j'ai écouté Battery j'ai pensé c'est ça ; je veux que le metal soit à moi et tout ce que je veux écouter c'est du metal. »

## Reprises
- Dream Theater a joué l'album Master of Puppets entièrement lors de sa tournée en 2002.
- La chanson a été aussi reprise par le groupe Machine Head pour Kerrang!.
- Il existe aussi une reprise du groupe de métal a cappella Van Canto sur son album A Storm to Come (en).
- Sur leur chanson Touch, Animetal (en) utilise le riff de Battery pendant toute la chanson avec cependant quelques changements.
- Cette chanson a été reprise par le groupe Ensiferum pour EvIL Ultimate Metal Covers No. 55. Elle est aussi incluse sur le single Tale of Revenge. On peut également la retrouver en bonus track sur la version collector du deuxième album du groupe, Iron.
- Eric AK (Flotsam & Jetsam), Dave Lombardo, Mike Clark, et Robert Trujillo pour Metallic Assault: A Tribute to Metallica (en). Dave Lombardo a joué la chanson en concert avec Metallica quand Lars Ulrich était absent lors du Download Festival en 2004 et Robert Trujillo est le bassiste du groupe depuis 2003.
- Prototype pour Phantom Lords - A Tribute to Metallica en 2002.
- Ensiferum reprend ce morceau en tant que bonus track sur son album Iron.
- Harptallica en a fait une reprise sur son album Harptallica: A Tribute.
- Machine Head a repris la chanson Battery dans la version limitée de son album The Blackening.

La chanson The Bitter End du groupe Sum 41 est très proche de la chanson, ayant des rythmes similaires et la même structure musicale, plus particulièrement le premier solo de guitare après le premier couplet et refrain, aussi bien que les riffs plus lents menant au second solo. De plus, le début a un air de la chanson Through the Never du Black Album.